# Erste Dolomitenoffensive
1915

1. Isonzo – 2. Isonzo – Erste Dolomitenoffensive – Zweite Dolomitenoffensive – 3. Isonzo – 4. Isonzo – Lavarone (1915–1916)
1916

5. Isonzo – Südtiroloffensive – 6. Isonzo (Doberdo) – 7. Isonzo – 8. Isonzo – 9. Isonzo – 
Lawinenkatastrophe
1917

10. Isonzo – Ortigara – 11. Isonzo – 12. Isonzo – Pozzuolo – Monte Grappa
1918

Piave – San Matteo – Vittorio Veneto

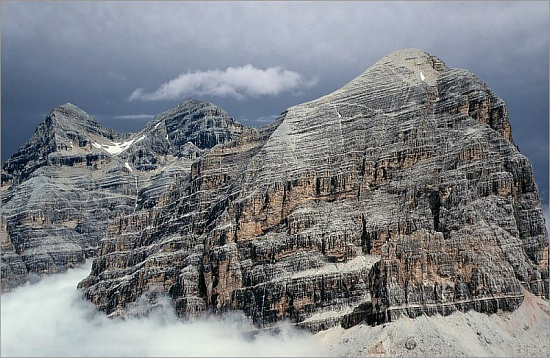
Die drei Tofanen von Südwesten I, II und III

Die Erste Dolomitenoffensive (Primo sbalzo offensivo) fand von Juli bis August 1915 zwischen italienischen Angreifern und österreichisch-ungarischen Verteidigern im Bereich zwischen dem Col di Lana und dem Tofana-Massiv westlich von Cortina d’Ampezzo statt. Sie war Teil des Gebirgskriegs im Rahmen des Ersten Weltkriegs.

## Ausgangslage
Die Front zog sich in diesem Bereich vom Col di Lana (2462 m) über den Sief-Sattel (2209 m), den Settsass (2571 m), den Hexenstein (2477 m) hinunter zum Falzaregopass (2105 m) und dann von hier aus die Südseite des Travenanzestals abriegelnd wieder hinauf zum Col di Bois (2559 m), dem Castelletto (2656 m), die Tofana di Rozes/Tofana I (3225 m), die Fontananegra (2588 m), die Tofana di Mezzo/Tofana II (3244 m) bis zur Tofana di Dentro/Tofana III (3238 m).
Als die ersten italienischen Angriffe gegen diesen Frontabschnitt nicht zum erwarteten Erfolg geführt hatten und am 18. Juni 1915 eingestellt werden mussten, trat zunächst eine Kampfpause ein. Diese wurde von den Truppen des General Nava genutzt, um schwere Artillerie heranzuschaffen und so zum Start einer neuen Offensive besser gerüstet zu sein.

## Ziele

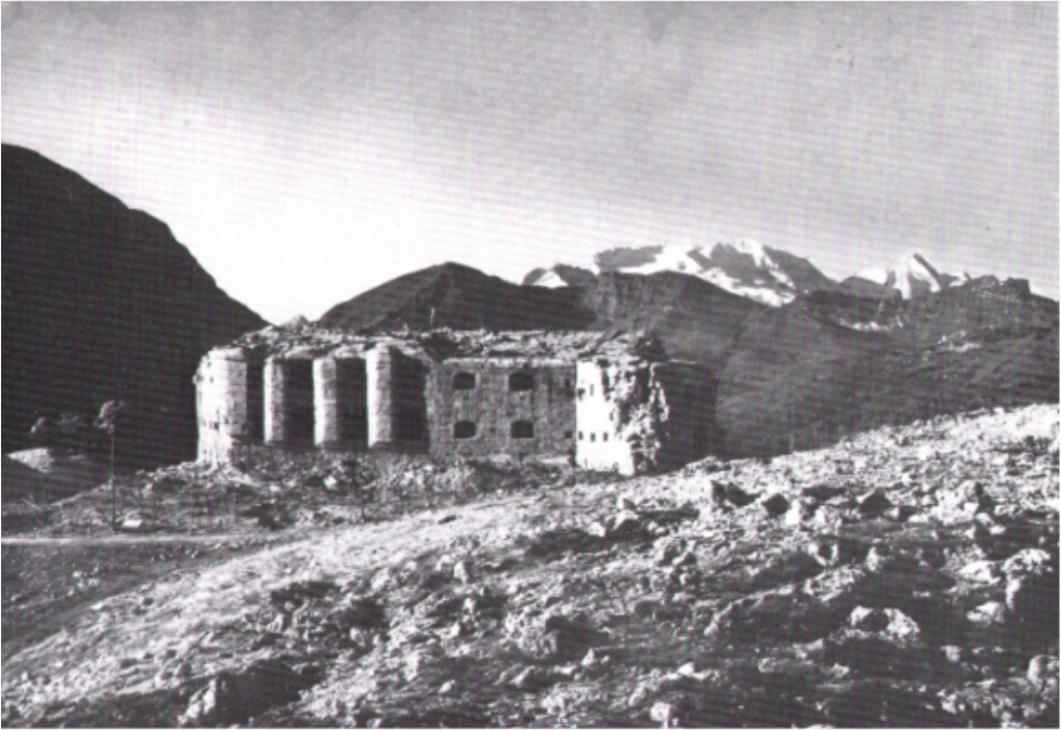
Werk Tre Sassi nach 1917

Taktisches Ziel des Angriffs war die Inbesitznahme des Raumes bis Toblach und der Sellagruppe. Dazu mussten jedoch durch das IX. Korps mit der 17. und 18. Infanteriedivision im linken Operationsabschnitt erst der Passo Falzarego und der Passo Valparola mit den angrenzenden flankierenden Höhenstellungen eingenommen werden, um durch das Valle di Sante Cassian und das Abteital nach Norden vordringen zu können. Dazu kam als weiteres Hindernis das Festungswerk Tre Sassi, das den Valparolapass sperrte. Des Weiteren sollte versucht werden, mit dem I. Korps (1. und 2. Infanteriedivision) im rechten Operationsabschnitt von Osten in das Travenanzestal einzudringen, das im Falle eines Angriffserfolges von den Österreichern hätte aufgegeben werden müssen.

## Der Angriff
- Phase 1 (vom 5. – 11. Juli)

Am 5. Juli begann die erste Phase mit der Eröffnung der Artillerievorbereitung. Besonders betroffen war dabei das Werk Tre Sassi (ladinisch "Dantre i Sass"), bei dem der 76. Treffer vom Kaliber 28 cm die Werksdecke über dem Batteriegang durchschlug und im Inneren explodierte. Drei Gefallene und mehrere Schwerverletzte waren zu beklagen. (Obwohl das Werk völlig veraltet war und nur geringen Kampfwert besaß, konnte sich die italienische Führung nicht zu einem direkten Angriff entschließen.) Das Artilleriefeuer dauerte bis zum 7. Juli an, dann begannen die Infanterieangriffe. Im linken Operationsabschnitt wurden drei Stoßkeile vorgeschickt. Die linke Gruppe operierte gegen den Osthang des Col di Lana, die mittlere gegen den Siefsattel und gegen den Settsass, die rechte Gruppe mit dem Infanterie-Regiment Nr. 45 und dem Alpinibataillon Belluno, sollte die Cima Falzarego, Forcella Travenanzes, Forcella di Bois und den Kleinen Lagazuoi erobern, das Alpinibataillon Val Chisone und zwei Bataillonen der Brigata Reggio hatten den Hexenstein (Sasso di Stria) einzunehmen.
Sofort nach Angriffsbeginn stellte sich heraus, dass man die Wirkung der Artillerie weit überschätzt hatte. Die Angriffswellen blieben in den unzerstörten österreichischen Drahthindernissen liegen, lediglich der Falzaregopass konnte genommen werden. Erst am 10. Juli gelang es den Alpini des Bataillon Belluno den Gipfel des Cima di Bois einzunehmen und sich dauerhaft dort festzusetzen. Das bedeutete einen schweren Schlag für die Österreicher, da die Angreifer das Travenanzestal von da an der Länge nach einsehen konnten.
Am 8. Juli begannen auch Verbände der 2. Infanteriedivision (General Cantore) von Cortina d’Ampezzo her mit Angriffen gegen die Tofana Kette. Alpini des Bataillons Fenestrelle besetzten die Gipfel der Tofana II und Tofana III und stiegen unbemerkt nach unten in das Travenanzestal ab. Dort griffen sie die österreichische Sperre bei der Höhenlinie 1780 von hinten her an und kämpften sie nieder. Daraufhin drang eine weitere Kompanie entlang des Rio Travenanzes nach Süden vor und besetzte zur Sicherung der rechten Flanke den Monte del Vallon Bianco (2687 m) und die Cima Furcia Rossa (2665 m). Danach hielten die Italiener aus unverständlichen Gründen in dieser Position an. Dies gab den Verteidigern Gelegenheit, die eigenen Kräfte zu verstärken und sich auf den nächsten Angriff vorzubereiten.
Erst drei Tage später ergriff General Cantore persönlich das Kommando über die hier stehenden Einheiten, beorderte die Flankensicherungen zur Verstärkung wieder zurück zum Hauptdetachement und zog mit insgesamt fünf Kompanien talaufwärts, bis der Angriff kurz vor der Wolf-Glanvell-Hütte (2000 m) stecken blieb. Inzwischen hatten die österreichisch-ungarischen Truppen ihrerseits die geräumten Höhen besetzt und drängten die Italiener in flankierenden Gegenangriffen bis zum 12. Juli zur ehemaligen österreichischen Sperre talabwärts zurück. Bis zum 27. Juli waren sie dann in ihre ursprüngliche Ausgangsstellung zurückgeworfen worden. Die Tofana II und Tofana III blieben jedoch in der Hand der Italiener.
- Phase 2 (15. – 20. Juli 1915)

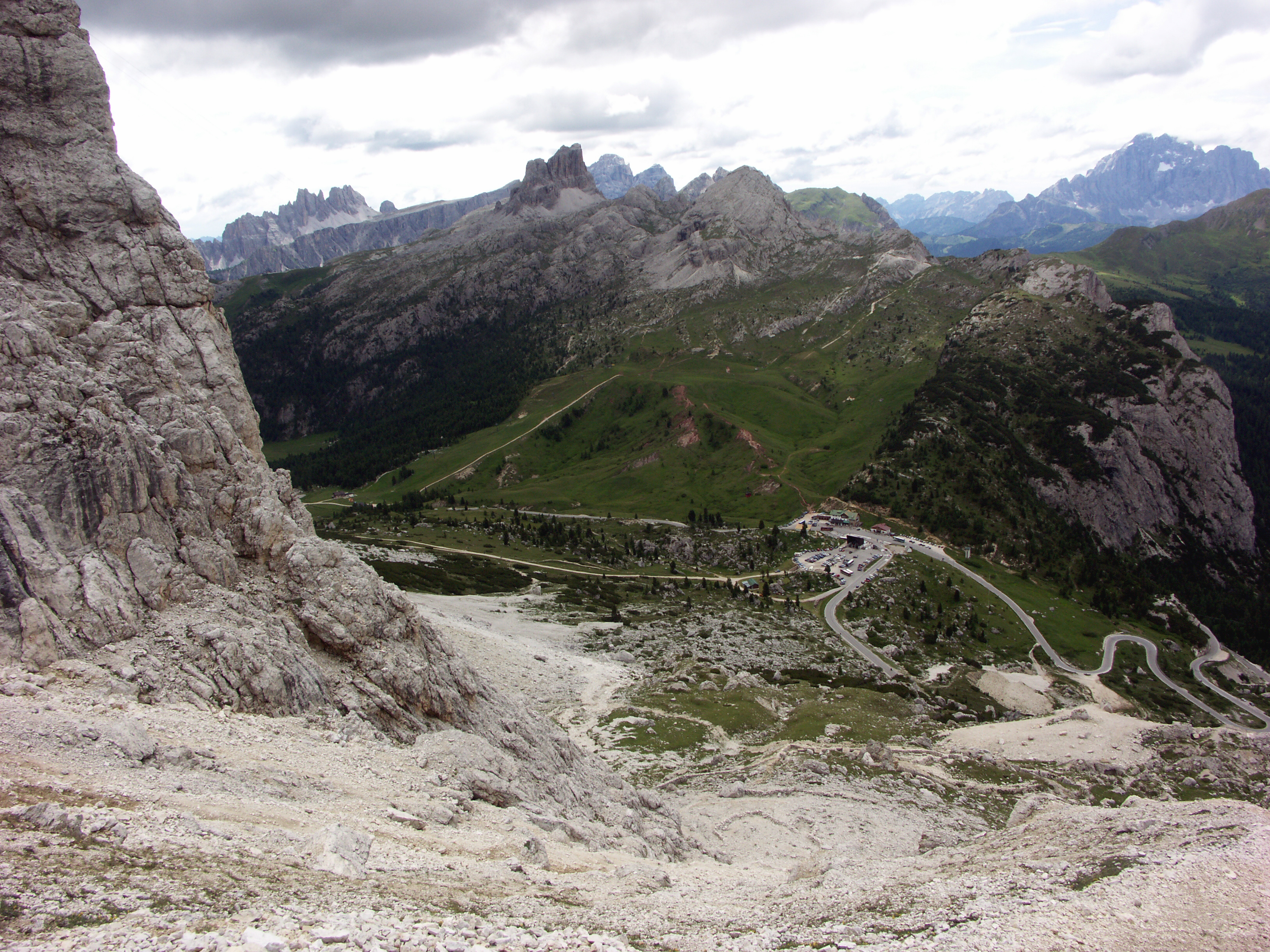
Blick von Norden auf den Falzaregopass und die italienischen Bereitstellungsräume. Im Hintergrund die zoldanischen Dolomiten

In der zweiten Phase wiederholte sich das Szenario beim IX. Korps. Fünf Gruppen sollten angreifen, die Gruppen 1 und 2 gegen die Osthänge des Col di Lana, Gruppe 3 gegen den Valparolapass und Gruppe 4 gegen den Cima Falzarego (auch Torri di Falzarego). Dabei sollte versucht werden, die Forcella di Bois (2330 m) zu erobern und von dort aus gegen das Travenanzestal vorzustoßen.
Gruppe 5 hatte den Auftrag, zwischen der Tofana I und Tofana II über die Fontana-Negra-Scharte ebenfalls das Travenanzestal zu erreichen. Alle Angriffe schlugen fehl, insbesondere da die Gruppe 3 an dem von den Österreichern besetzten Castelletto (2656 m) vorbeimusste. Die flankierenden Stellungen dieses Berggipfels brachten den Italienern schwere Verluste bei und machten ein Vorankommen hier unmöglich. Das Gleiche galt für den Angriff über die Fontana-Negra-Scharte, die vom westlich gegenüberliegenden Tre Dita (2694 m) erfolgreich abgeriegelt werden konnte. In diesem Kampfabschnitt fiel der General Cantore am 20. Juli einem österreichischen Scharfschützen zum Opfer. Als einzigen Erfolg dieser Aktion konnte das Alpinibataillon Val Chisone die Forcella di Bois von der Cima di Bois aus einnehmen.
Am 22. Juli erkletterte eine Hochgebirgspatrouille des 3. Jäger-Regiments im Deutschen Alpenkorps in einer Überraschungsaktion die bis dahin unbesetzt gewesene Tofana I Spitze, die sie bis zum 18. September halten konnte.
- Phase 3 (31. Juli – 4. August)

Zu diesem Zeitpunkt waren die Verteidiger bereits stark geschwächt, da keine Reserven zur Verfügung gestellt werden konnten. Alle Truppenteile, auch die für diesen Abschnitt vorgesehene 8. Infanterie-Truppendivision   (Kaiserjägerdivision) war zum Isonzo geschickt worden.
In dieser dritten Phase versuchte die Führung der 4. Armee nochmals zum Erfolg zu kommen.
Wieder wurden die Verbände des IX. Korps auf die gleichen Ziele wie bei den beiden vorangegangenen Angriffen angesetzt, wieder konnte so gut wie kein Erfolg erzielt werden. Lediglich in der Fontana-Negra-Scharte gelang es am 31. Juli einen Zug der 1. Kompanie des Mecklenburgischen Reserve-Jäger-Bataillons Nr. 14 aus der Stellung zu drängen. Nochmalige Angriffe in diesem Abschnitt durch die Verbände der 17. Infanteriedivision brachten am 31. August weitere zwar nur geringfügige Geländegewinne, die jedoch ausreichten die Versorgung der Verteidiger des Travenanzestales zu gefährden. Lediglich das Abwehrfeuer von der im Tal gegenüberliegenden Fanisspitze (Torre Fanis, 2922 m) hinderte die Angreifer an weiterem Vordringen.
Im August flauten die Kämpfe ab, lediglich am 21. August kam es noch einmal zu einem vergeblichen Angriffsversuch auf die Cima Falzarego und die Forcella Travenanzes.